# Druhá vláda Šimona Perese
Druhá vláda Šimona Perese byla sestavena 22. listopadu 1995 Šimonem Peresem ze Strany práce po atentátu na Jicchaka Rabina, který byl spáchán 4. listopadu. Součástí koalice byly stejné strany jako v předchozí vládě, a tedy Strana práce, Merec a Ji'ud, které dohromady obsadily pouze 58 ze 120 křesel v Knesetu. Vládu však podpořily, ale nepřipojily se k ní, také Chadaš a Arabská demokratická strana, které dohromady obsadily dalších 5 křesel.
Přestože v květnových volbách do Knesetu v roce 1996 zvítězila Strana práce, Peres byl ve volbách premiéra těsně poražen Binjaminem Netanjahuem, což znamenalo, že předseda Likudu sestavil sedmadvacátou vládu.

## Členové vlády
| Vláda                                        | Vláda                          | Vláda                |
| Úřad                                         | Člen vlády                     | Politická strana     |
| -------------------------------------------- | ------------------------------ | -------------------- |
| Předseda vlády                               | Šimon Peres                    | Strana práce         |
| Ministr zemědělství                          | Ja'akov Cur                    | Nebyl členem Knesetu |
| Ministryně komunikací                        | Šulamit Aloni                  | Merec                |
| Ministr obrany                               | Šimon Peres                    | Strana práce         |
| Ministr školství, kultury a sportu           | Amnon Rubinstein               | Merec                |
| Ministr energetiky a infrastruktury          | Gonen Segev                    | Ji'ud                |
| Ministr životního prostředí                  | Josi Sarid                     | Merec                |
| Ministr financí                              | Avraham Šochat                 | Strana práce         |
| Ministr zahraničních věcí                    | Ehud Barak                     | Strana práce         |
| Ministr zdravotnictví                        | Efrajim Sne                    | Strana práce         |
| Ministr výstavby a bydlení                   | Binjamin Ben Eli'ezer          | Strana práce         |
| Ministr absorpce imigrantů                   | Ja'ir Caban                    | Merec                |
| Ministr průmyslu a obchodu                   | Micha'el Chariš                | Strana práce         |
| Ministr vnitra                               | Chajim Ramon                   | Strana práce         |
| Ministr vnitřní bezpečnosti                  | Moše Šachal                    | Strana práce         |
| Ministr spravedlnosti                        | David Liba'i                   | Strana práce         |
| Ministryně práce a sociální péče             | Ora Namir (do 21. května 1996) | Strana práce         |
| Ministr při úřadu předsedy vlády             | Josi Bejlin                    | Strana práce         |
| Ministr náboženských věcí                    | Šim'on Šitrit                  | Strana práce         |
| Ministryně vědy a umění                      | Šulamit Aloni                  | Merec                |
| Ministr turismu                              | Uzi Bar'am                     | Strana práce         |
| Ministr dopravy                              | Jisra'el Kesar                 | Strana práce         |
| Ministr bez portfeje                         | Jehuda Amital                  | Nebyl členem Knesetu |
| Náměstek ministra zemědělství                | Walíd Hádž Jahjá               | Merec                |
| Náměstek ministra obrany                     | Uri Or (od 27. listopadu 1995) | Strana práce         |
| Náměstek ministra školství, kultury a sportu | Micha Goldman                  | Strana práce         |
| Náměstek ministra zahraničních věcí          | Eli Dajan                      | Strana práce         |
| Náměstek ministra zdravotnictví              | Naváf Masálaha                 | Strana práce         |
| Náměstek ministra bydlení a výstavby         | Eli Ben Menachem               | Strana práce         |
| Náměstek ministra bydlení a výstavby         | Alex Goldfarb                  | Ji'ud                |
| Náměstkyně ministra průmyslu a obchodu       | Ma'ša Lubelsky                 | Strana práce         |
| Náměstek ministra vnitra                     | Sálih Taríf                    | Strana práce         |